# Arroyo La Cantera
El arroyo La Cantera se encuentra en el municipio de Chihuahua en el estado homónimo, en México. Atraviesa la ciudad de Chihuahua y es uno de los afluentes del río Chuvíscar, nace al oeste de la ciudad y en el poblado denominado "La Cantera" ya en las inmediaciones de la ciudad tuerce hacia el este para entrar de lleno a la zona metropolitana, el arroyo fue canalizado para evitar asentamientos irregulares y para poder trazar la "Vialidad La Cantera", luego de atravesar media ciudad se une al río Chuvíscar debajo de la calle 10.ª. En el punto de su desembocadura se encuentra a una altitud de 1416 m s. n. m.
- Datos: Q5705726